# Owal BA

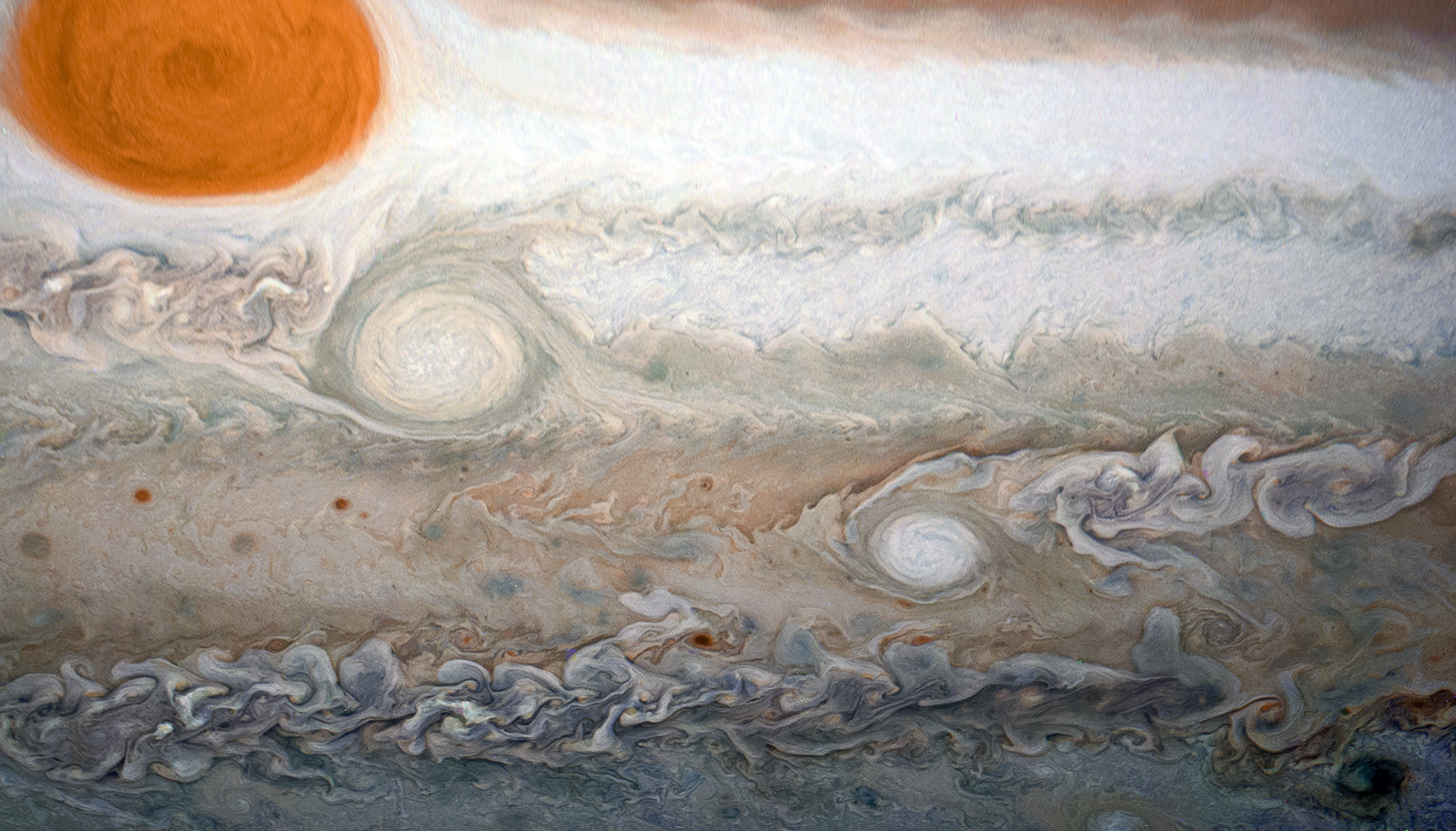
Zdjęcie z sondy Juno ze stycznia 2019 – w lewym górnym rogu Wielka Czerwona Plama, na prawo i poniżej niej Owal BA, który utracił czerwoną barwę

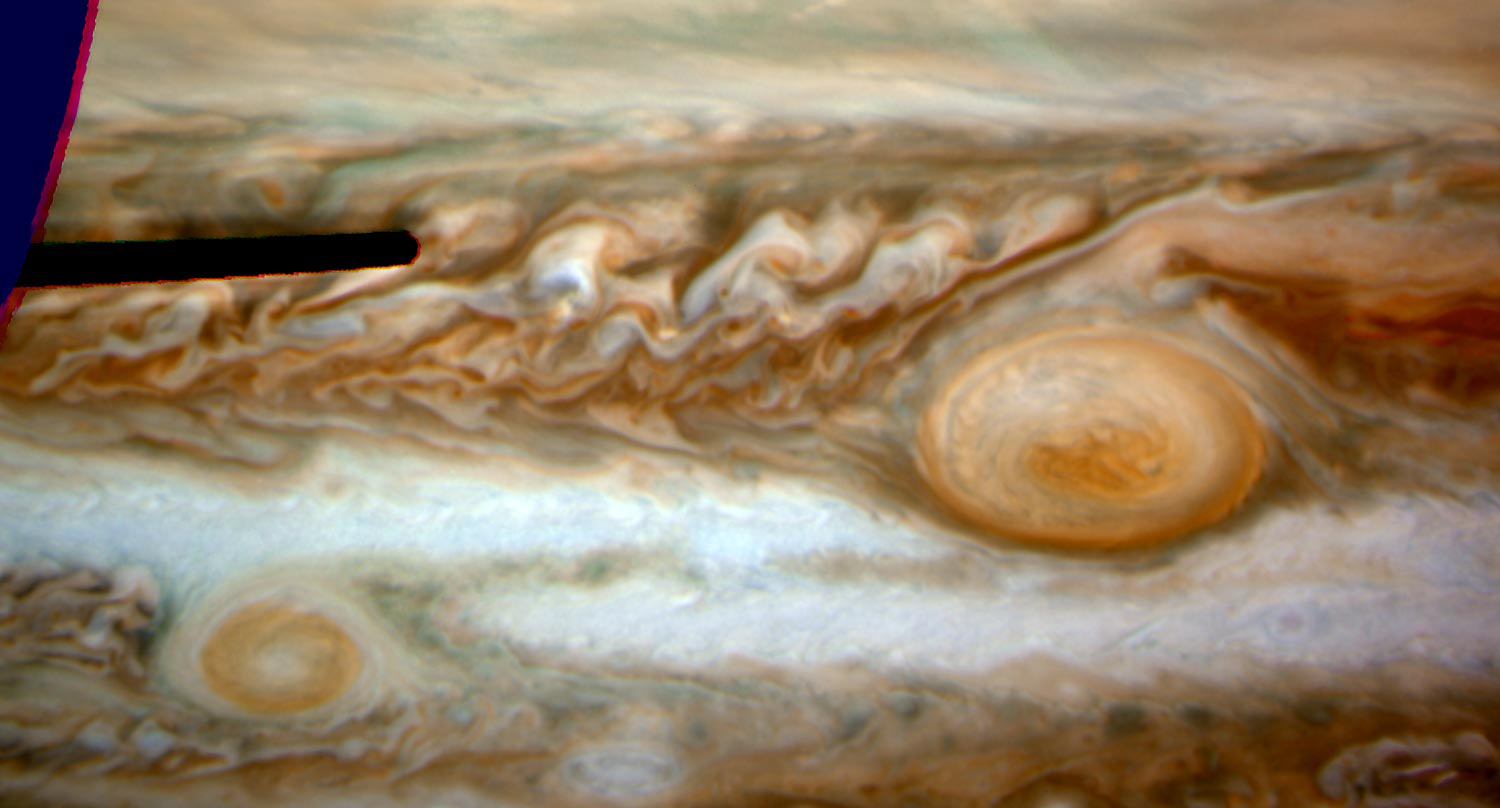
Czerwony Owal BA (z lewej) i Wielka Czerwona Plama (z prawej) w kwietniu 2006

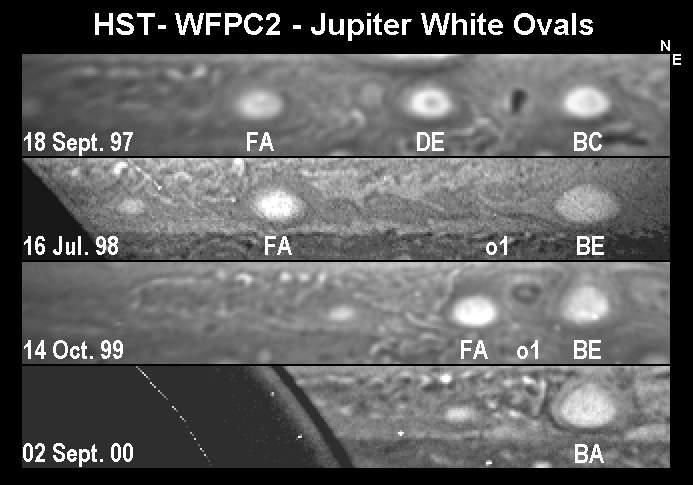
Proces formowania się Owalu BA z trzech innych

Owal BA (potoczne nazwy: Czerwona Plama Junior, Czerwony Junior, Mała Czerwona Plama) – antycyklon na Jowiszu o połowę mniejszy od Wielkiej Czerwonej Plamy.

## Powstanie układu
Potężny układ burzowy uformował się w latach 1998 – 2000. Powstał w wyniku połączenia trzech innych mniejszych układów burzowych, które obserwowano od lat 30. XX wieku. Dwa z nich połączyły się w 1998, a w 2 lata później został wchłonięty trzeci. Jednak dopiero 27 lutego 2006 r. astronom amator Christopher Go odkrył, że kolor nowo powstałej burzy zmienił się z białego na czerwony. Owal BA jest o połowę mniejszy od Wielkiej Czerwonej Plamy, ale prędkość wiatrów w nim jest tak samo duża i przekracza 600 km/h. Prędkość ta jest większa niż prędkości wiatrów w każdym z osobnych układów atmosferycznych przed połączeniem.

## Kolor antycyklonu
Czerwona barwa burzy nie jest do końca wyjaśniona. Astronom Toby Owen z Uniwersytetu Hawajskiego zgadza się z hipotezą wysuniętą przez astronomkę Ritę Beebe, która twierdzi, że burza nabrała gwałtowności po połączeniu trzech mniejszych burz. To z kolei spowodowało, że wiatry wyniosły czerwony materiał z głębin atmosfery Jowisza, który stał się widoczny w centrum Plamy. Materiał pozostawał utrzymywany w centrum dzięki silnym prądom występującym na obrzeżach burzy. „Niestety, nie znamy składu czerwonego materiału” – stwierdza Owen. „Wydaje się też, że zdolność wynoszenia materiału zależy od wielkości tych owalnych huraganów.”
Według innej popularnej hipotezy, wiatry wynoszą materiał z głębin atmosfery Jowisza wysoko ponad chmury, a tam pod wpływem ultrafioletowego promieniowania słonecznego niektóre związki zaczynają świecić na czerwono.